# Triple-Alliance de La Haye
Pour les articles homonymes, voir Triple alliance.

Une carte de l'Europe dans les années 1660.

La Triple-Alliance de La Haye est conclue à La Haye le 23 janvier 1668 entre les Provinces-Unies, l'Angleterre et la Suède pour freiner l'expansion de la France dans les Pays-Bas espagnols.

## Histoire
En 1667, pendant la guerre de Dévolution, Louis XIV s'empare de Binche, Charleroi, Ath, Tournai, Douai, Audenarde et Lille (juin 1667). La Flandre, possession espagnole, devient française. Les Provinces-Unies (Hollandaises) s'inquiètent de la progression de la France dans leur direction.
Parallèlement Louis XIV s'allie à l'électeur de Brandebourg et signe, en janvier 1668, un traité secret avec l'empereur Léopold Ier. Le partage de l'Empire espagnol y est décidé. Entre autres, la France recevrait une partie des Pays-Bas espagnols (Belgique actuelle).
Aussi les Provinces-Unies profitant d'une défiance envers Louis XIV de l'Angleterre et de la Suède, obtiennent leur alliance (23 janvier 1668). Les alliés s'engagent à conseiller, voire à imposer, aux Français et aux Espagnols un partage des Pays-Bas qui éviterait aux Provinces-Unies une proximité immédiate avec la France.
Cette alliance est obtenue grâce au Chevalier Guillaume Temple, ambassadeur & plénipotentiaire représentant le roi d'Angleterre, et John de Witt, ministre représentant le Prince d'Orange des Provinces Unies.